# Сакария
 Тази статия е за вилаета.  За реката вижте Сакария (река).  
Сакария (на турски: Sakarya) е вилает в Северозападна Турция на Черно море. Административен център на вилаета е град Адапазаръ.
Вилает Сакария е с население от 835 222 жители (оценка от 2007 г.) и обща площ от 4895 кв. км. Разделен е на 13 общини.
Долното течение и устието на голямата река Сакария, която протича през Анадола и се влива в Черно море, са разположени във вилаета.

## Население
Численост на населението според преброяванията през годините:
| Година | Численост |
| 1990   | 683 281   |
| 2000   | 756 168   |
| 2011   | 886 382   |